# Toualet
Toualet (franska: Toualet (CR), Toualet (Commune Rurale), arabiska: تامدروست) är en kommun i Marocko.   Den ligger i provinsen Settat och regionen Casablanca-Settat, i den norra delen av landet, 160 km sydväst om huvudstaden Rabat. Antalet invånare är 11 815.